# Cross Road Blues
〈Cross Road Blues〉는 미국의 블루스 음악가 로버트 존슨이 1936년에 작곡하고 녹음한 블루스 곡이다. 존슨은 델타 블루스 스타일로 그의 보컬과 어쿠스틱 슬라이드 기타와 함께 솔로 곡으로 연주했다. 이 노래는, 비록 가사에 어떤 구체적인 언급도 담겨 있지 않지만, 그의 음악적 재능을 대가로 악마에게 영혼을 팔았던 것으로 추정되는 장소를 가리키는 로버트 존슨 신화의 일부가 되었다.
블루스맨 엘모어 제임스는 1954년과 1960~1961년에 녹음과 함께 이 노래를 다시 리메이크를 했다. 영국의 기타리스트인 크림의 에릭 클랩튼은 1960년대 말에 이 노래를 〈Crossroads〉로 대중화했다. 이들의 블루스 록 해석은 많은 커버 버전에 영감을 주었고 로큰롤 명예의 전당은 이 곡이 "로큰롤을 형상화한 500곡" 중 하나로 포함되었다. 《롤링 스톤》은 클랩튼의 기타 연주를 인정받아 이 잡지의 "역대 최고의 기타 노래" 목록에 3위에 올랐다.